# Future is serious
「future is serious」（フューチャー・イズ・シリアス）は、小林愛香の1枚目のシングル。2012年4月25日にメディアファクトリーから発売された。

## 概要
前作「COLOR / 君を守りたい」から約1年ぶりのシングルで、テレビアニメ『クイーンズブレイド リベリオン』のエンディングテーマに起用された。前作はスプリット・シングルだったため、小林単独名義のリリースはこのシングルからである。ジャケットには『クイーンズブレイド リベリオン』の登場人物であるアンネロッテ、シギィ、リリアナがプリントされている。
表題曲「future is serious」は、主題歌担当の依頼を受けた際は期待と不安を胸に抱いていたが、レコーディングのために思い切って取り組んだ。ディスクジャケットの写真についても、色んなパターンで撮影されたが、最終的にはシリアスな感じに仕上がった。また、テレビアニメの公式サイトで公開されているPVでは、顎が出ないよう工夫したという。
ボーナストラックとしてテレビアニメ『フリージング』のエンディングである「君を守りたい」のリミックスバージョンが収録されている。

## 収録曲
1. future is serious
  - 作詞：ノルウェイ、作曲・編曲：YOW-ROW
  - テレビアニメ『クイーンズブレイド リベリオン』エンディングテーマ
  - 小林曰く「格好良いポジティブな楽曲」[2]で、「切なさや力強さ」が込められている[1]。また、歌詞の言い回しが独特のため納得のいくまで聴き続けた[2]。
2. future is serious 〜Ambient Remix〜
  - 作詞：ノルウェイ、作曲・編曲：YOW-ROW
3. future is serious （off vocal）
4. 君を守りたい 〜Naked Remix〜（BONUS TRACK）
  - 作詞：稲葉エミ & フリージングプロジェクト